# Monomalata
Monomalata (лат.) — группа многоножек в составе неполноусых, выделяемая в некоторых классификациях, и объединяющая губоногих, двупарноногих и пауропод.
В качестве общих признаков (синапоморфий) группы указываются следующие:
1. Первая пара нижних челюстей — максиллы первые — преобразована в непарное образование, гнатохилярий, аналог нижней губы насекомых, при этом кокситы максилл сомкнуты между собой непосредственно позади гипофаринкса и отчасти срастаются с ним; у Collifera, к тому же, с гнатохилярием сливается непарный выступ стернита его сегмента;
2. Из яйца выходит неподвижная «пупоидная» стадия, которая, перелиняв, превращается в личинку I возраста.

Отличительной особенностью Monomalata также является отсутствие каких-либо придатков хвостового отдела — тельсона, однако полярность этого признака не выявлена.